# Heterusia gratulata
Heterusia gratulata là một loài bướm đêm trong họ Geometridae.